# Acrotrema walkeri
Acrotrema walkeri är en tvåhjärtbladig växtart som beskrevs av Robert Wight och Thw. Acrotrema walkeri ingår i släktet Acrotrema och familjen Dilleniaceae. Inga underarter finns listade i Catalogue of Life.